# سازمان آزادگان

کنفرانس مطبوعاتی آزادگان در ۱۹۸۱

سازمان آزادگان گروه سلطنت‌طلب ایرانی و خواهان بازگردانی دودمان پهلوی به قدرت در پی انقلاب ۱۳۵۷ ایران بود. این گروه که برجسته‌ترین گروه «سلطنت مشروطه خواه» پس از انقلاب اسلامی توصیف شده که از سوی بهرام آریانا، رئیس سابق ستاد بزرگ‌ارتشداران تأسیس شد.
با پیروزی انقلاب ۱۳۵۷ در ایران بهرام آریانا از نظامیان سابق حکومت پهلوی تلاش کرد نظامیان، روزنامه‌نگاران و سرمایه‌داران را حول خود در سازمان آزادگان جمع کند. او سودای رهبری ایران را داشت و پسر خود کورش آریانا را در قامت نخست‌وزیر آیندهٔ ایران می‌دانست. این گروه نشریه‌ای به نام آزادگان نیز منتشر کردند. این گروه ارتشی هم برای خود تشکیل داده بود که در سرفرماندهی آن افرادی همچون علی امیری، رئیس ادارهٔ مهندسی ارتش و مدتی رئیس ادارهٔ حسابرسی ارتش شاهنشاهی و عبدالحسین مینوسپهر معاون فرمانده نیروی هوایی و کمال حبیب‌اللهی فرمانده نیروی دریایی شاهنشاهی و کریم شمس ـ که در مراسم جشن‌های ۲۵۰۰ ساله برای سران کشورها گزارش نظامی می‌دادـ حضور داشتند.
در سال ۱۹۸۱ رهبری این گروه متشکل از ۴۵–۵۰ کوماندو در پاریس را کمال حبیب‌اللهی بر عهده داشت که در تنگهٔ جبل‌الطارق به یک گروه از سه کشتی ایرانی حمله کردند و ناوچهٔ تبرزین را ربودند. تبرزین یک قایق تهاجم سریع ۲۴۹ تنی بود. ایران، آژانس اطلاعات مرکزی آمریکا را به دست داشتن در این حمله متهم کرد. ربایندگان پس از مدتی مذاکره این ناوچه را به فرانسه تحویل دادند.